# Hamadán
Hamadán (en persa: همدان‎) es una ciudad en el oeste de Irán, localizada aproximadamente a 400 km al sudoeste de Teherán. Es la capital de la provincia homónima. Su población se estima en 550 284 habitantes (2005), y su altitud es de 1850 m sobre el nivel del mar.

## Historia

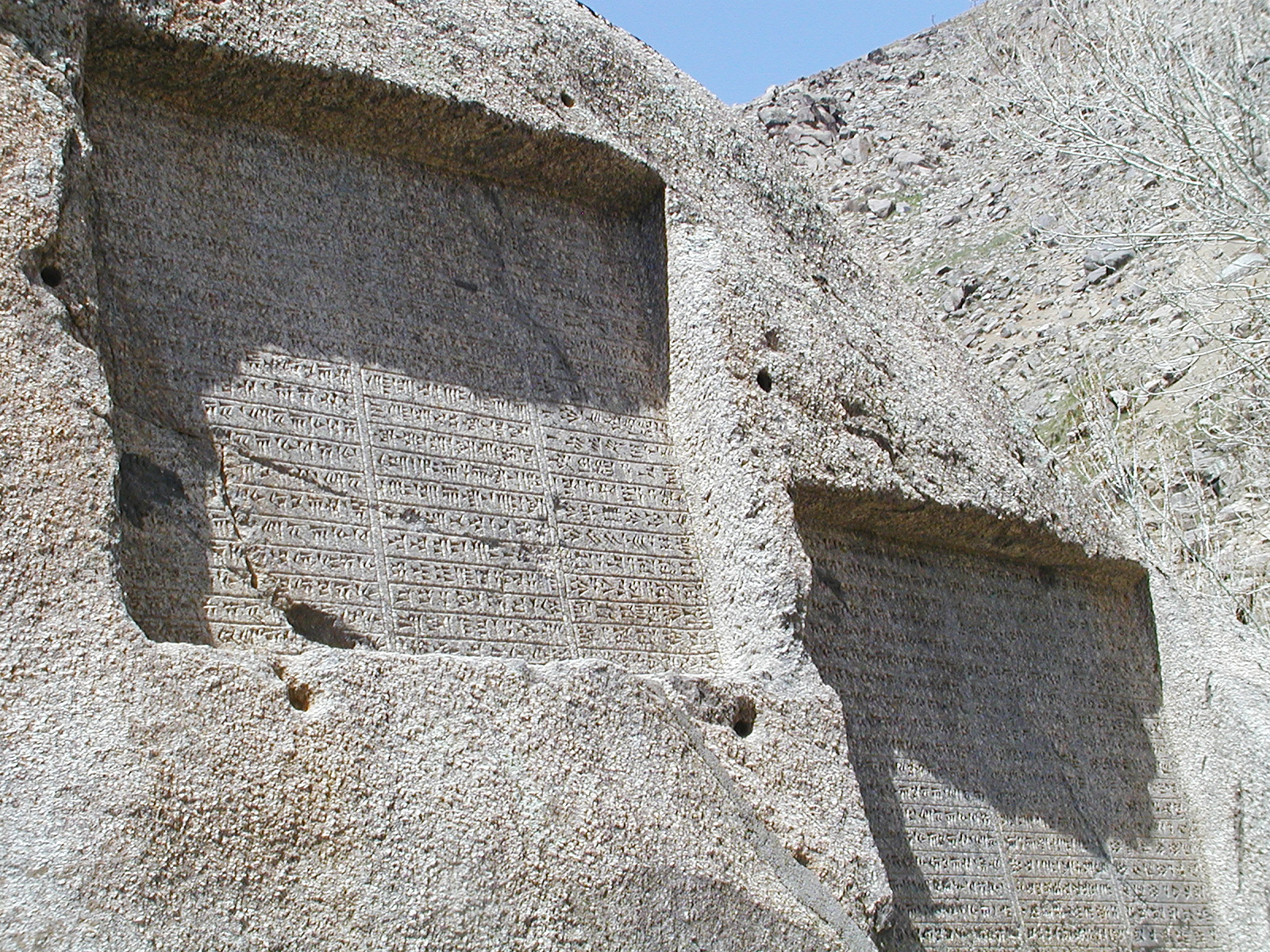
Inscripciones cuneiformes de Ganj Nameh en Hamadán.

Se cree que Hamadán es una de las ciudades más antiguas del mundo, y la de mayor antigüedad de Irán. Algunos historiadores apuntan al III milenio a. C. como el momento de su construcción, y de acuerdo con las crónicas asirias, data de al menos el siglo XII a. C.
Durante la primera mitad del siglo VI a. C. fue la capital del rey Astiages de Media, según los historiadores griegos, hasta que Ciro II, rey de los persas, la conquistó en el año 549 a. C. (el sexto año de reinado de Nabónido en Babilonia). Su antiguo nombre persa fue Ecbatana (Hañgmatana en persa antiguo, Agbatana según Esquilo, Agamatanu en la Inscripción de Behistún, y escrito como Aga'mtanu por Nabónido).
Es el lugar de nacimiento de Shirin Ebadi, ganadora del Premio Nobel de la Paz de 2003. También es el lugar donde se ubica la tumba de Avicena.

## Galería

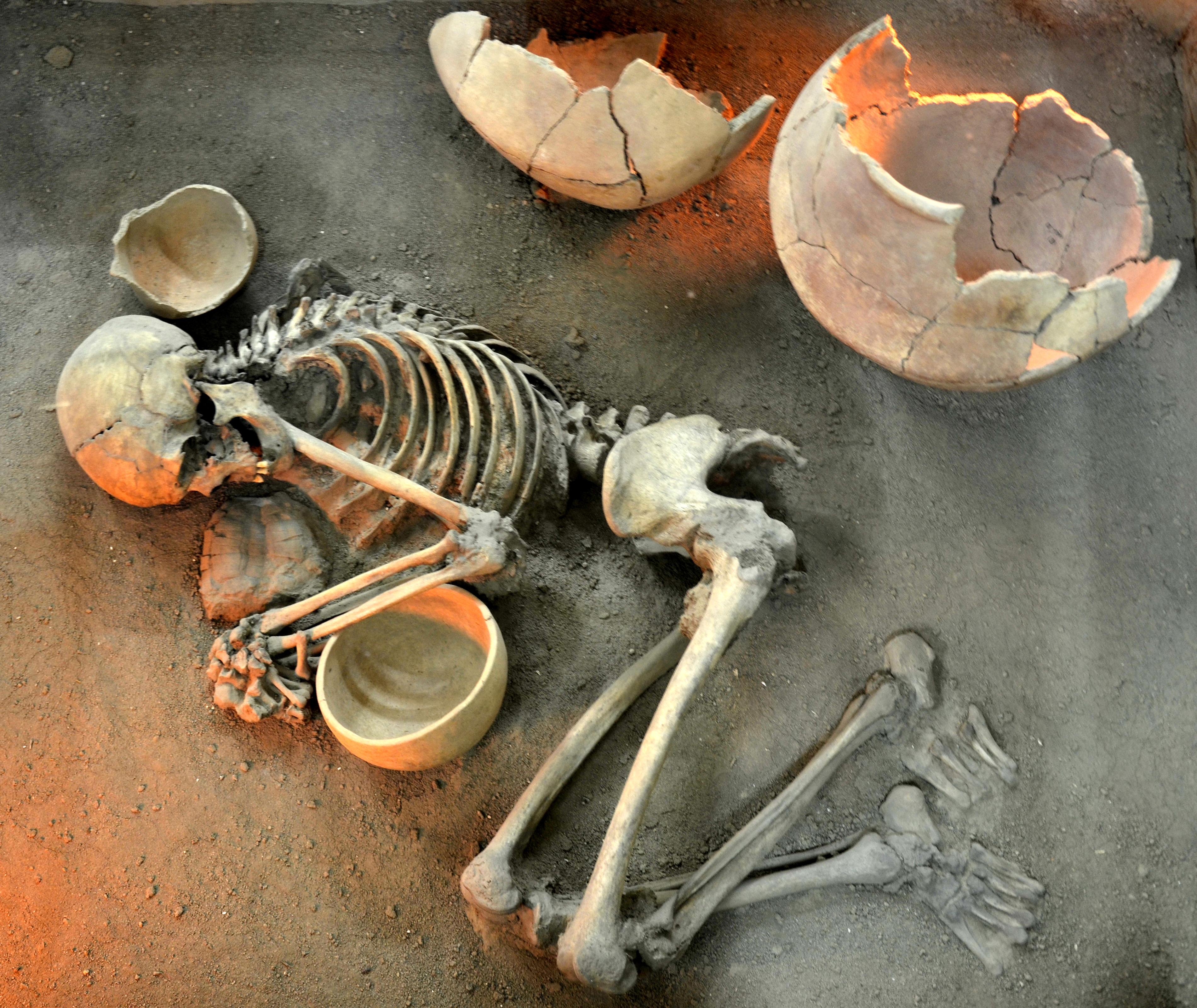
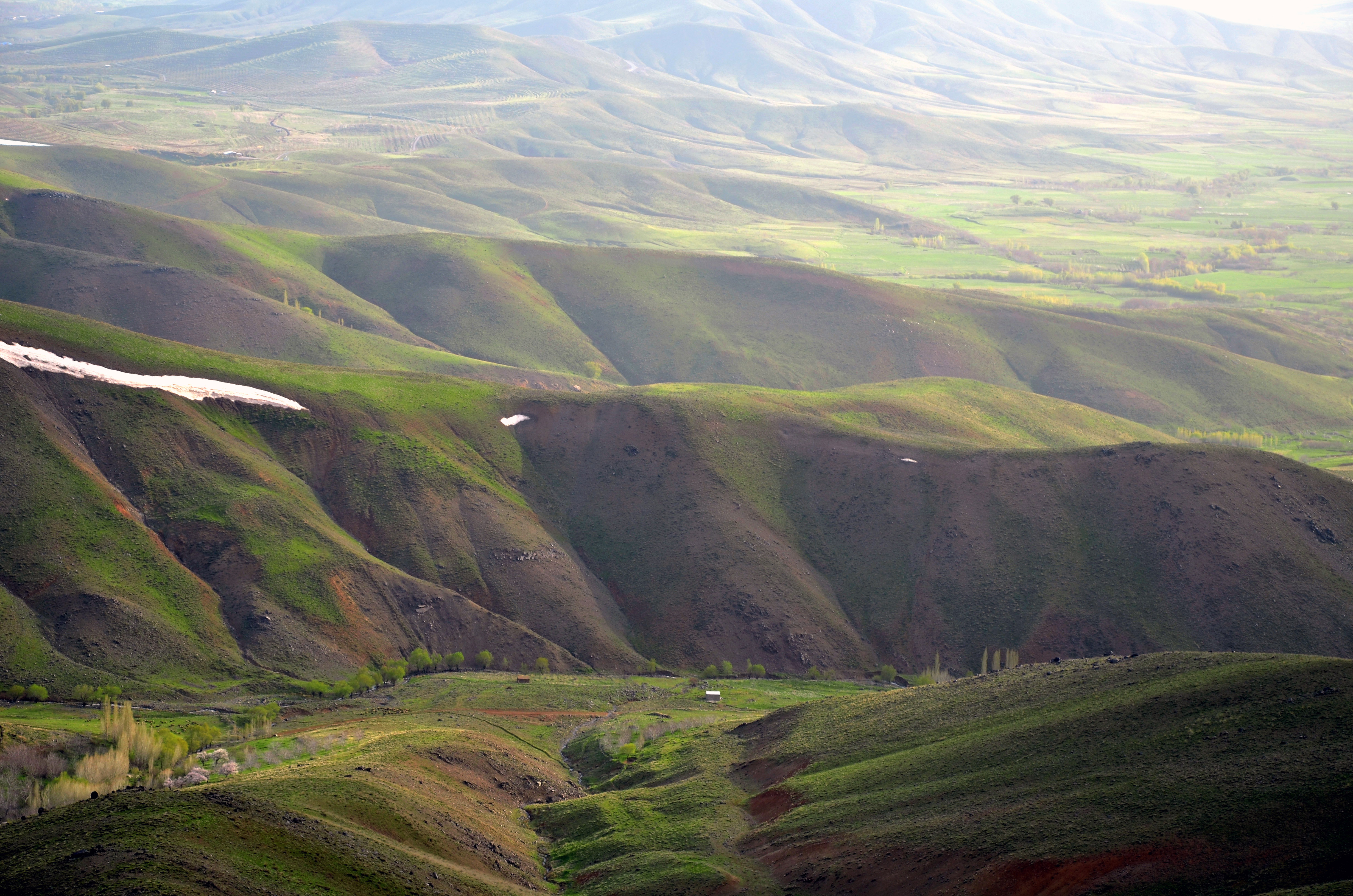
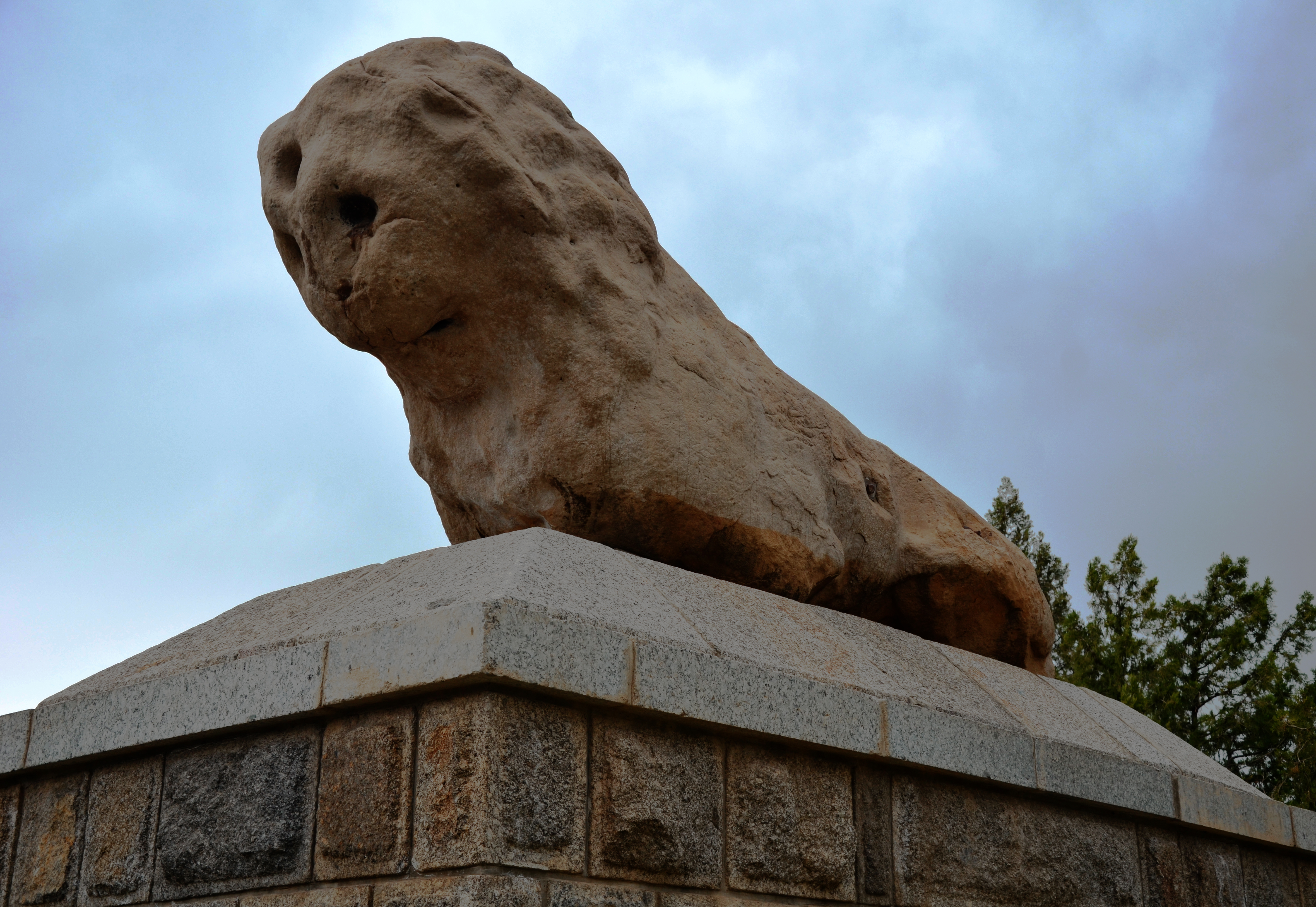
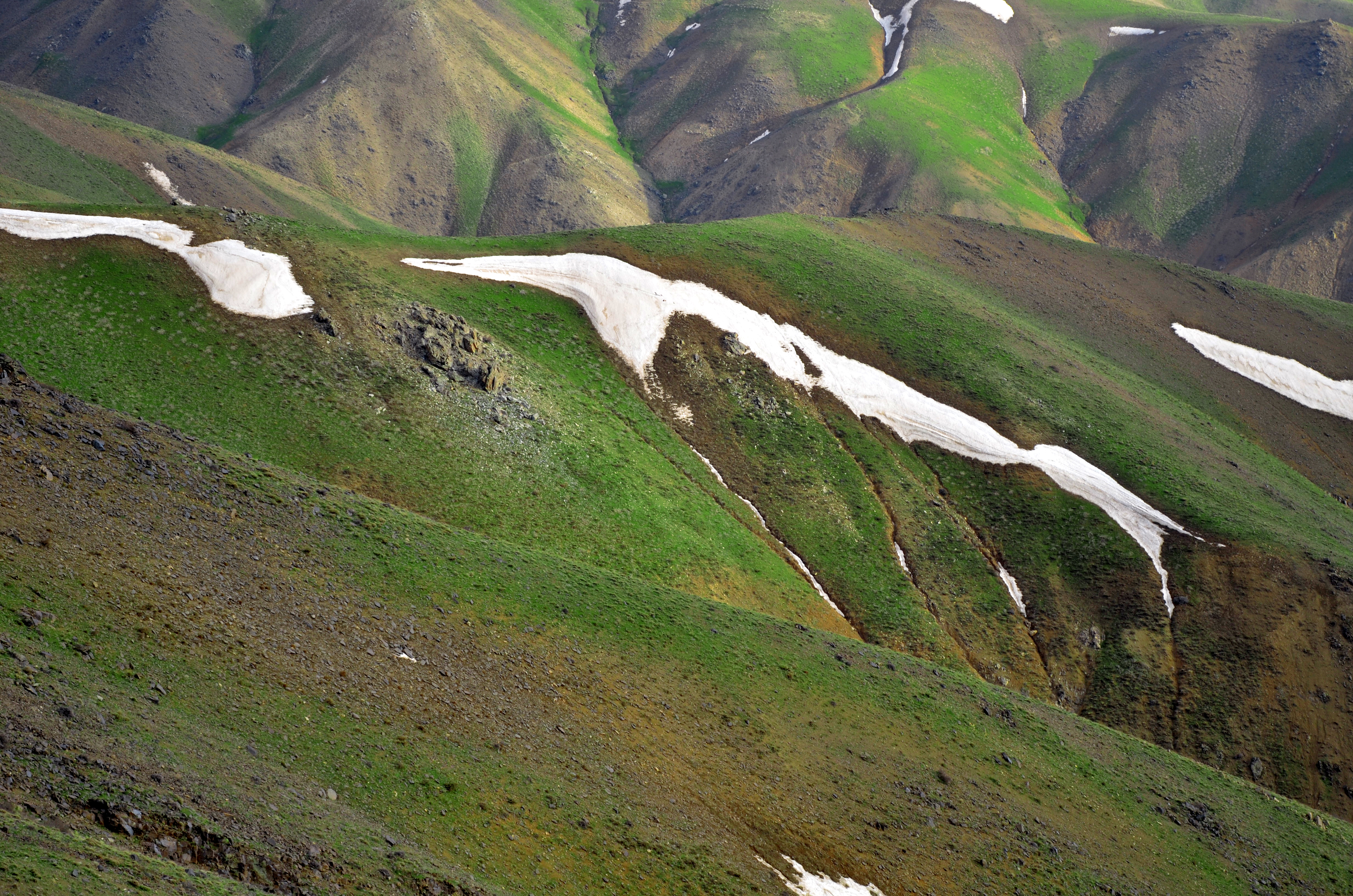
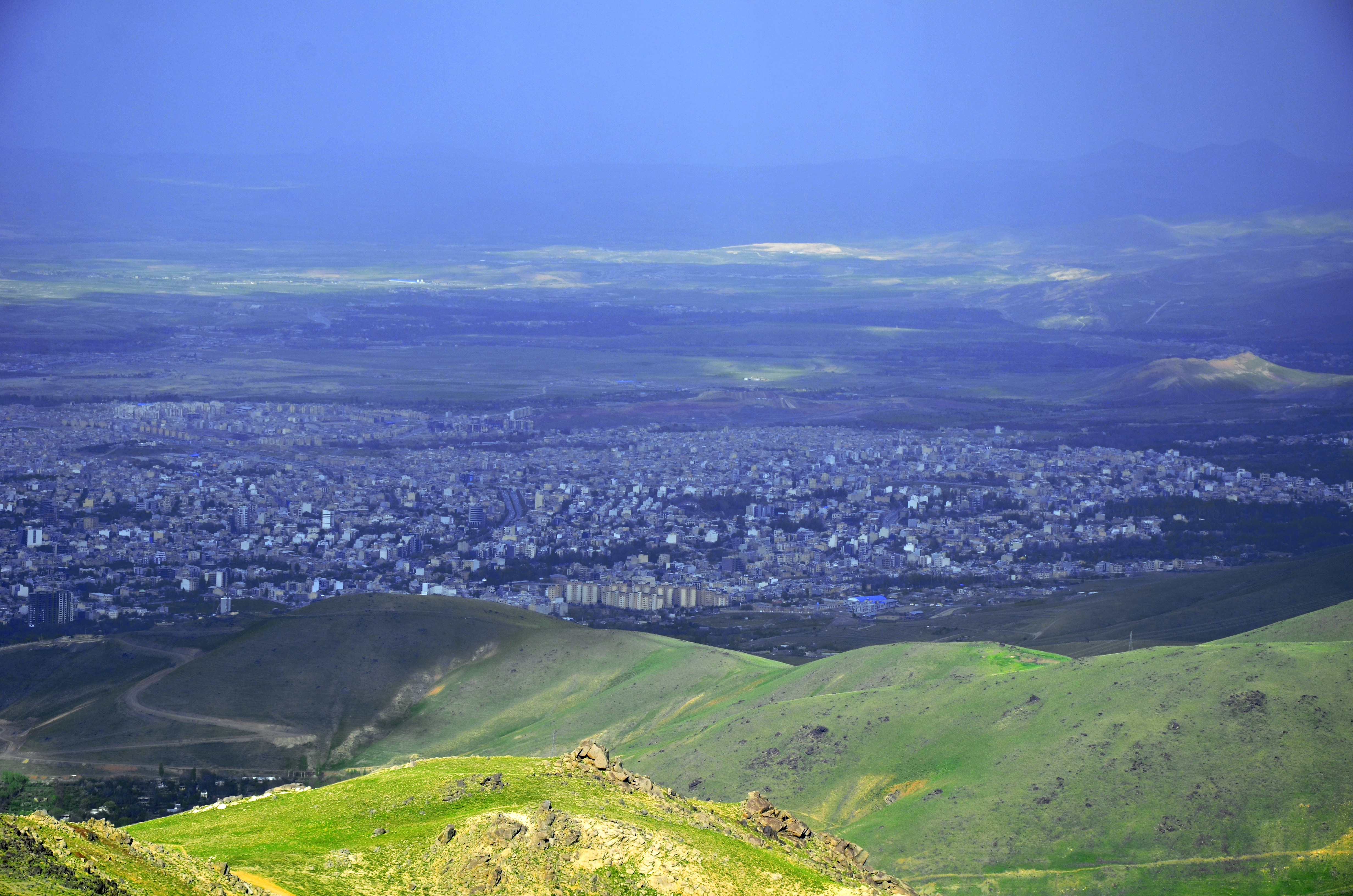
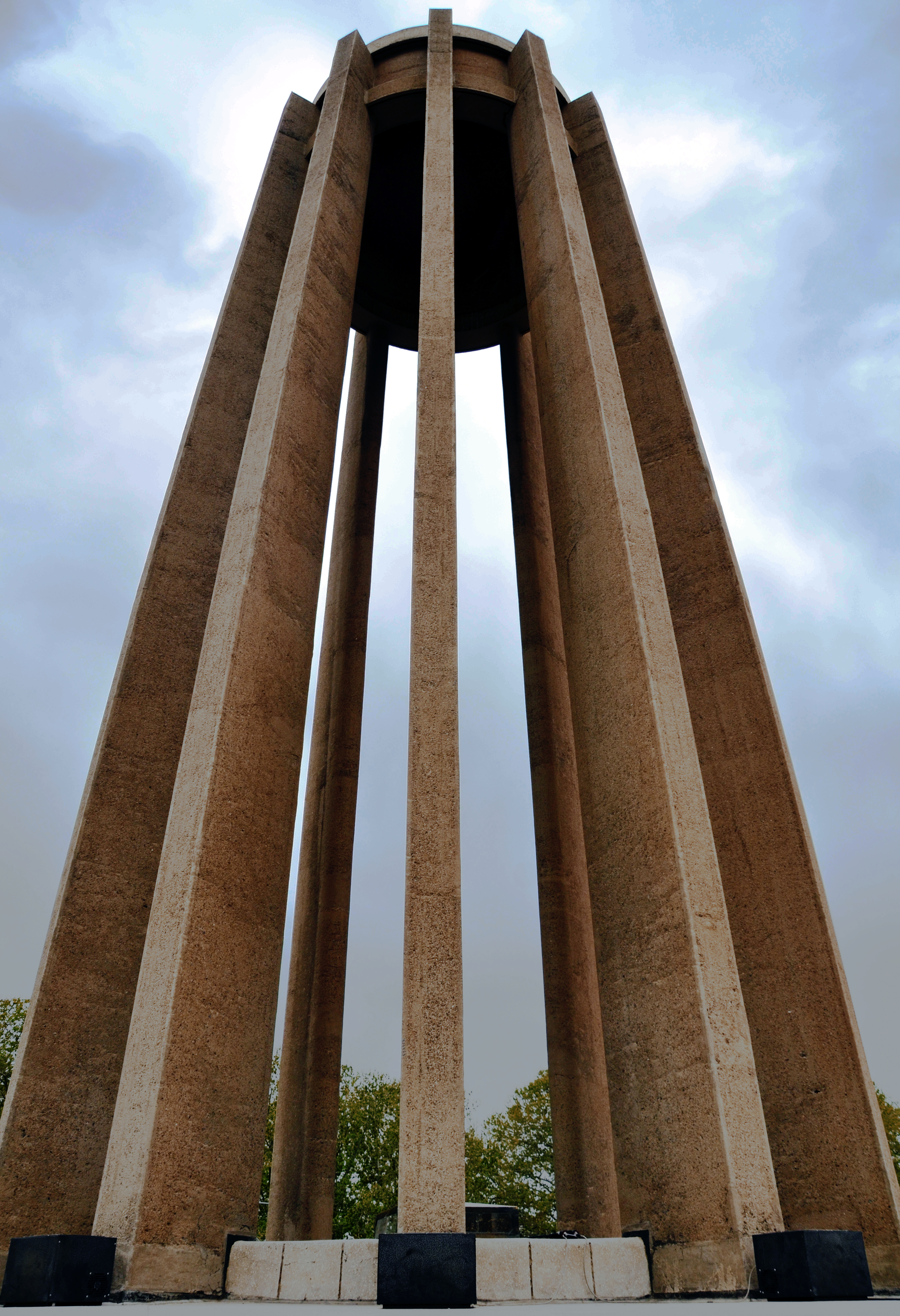
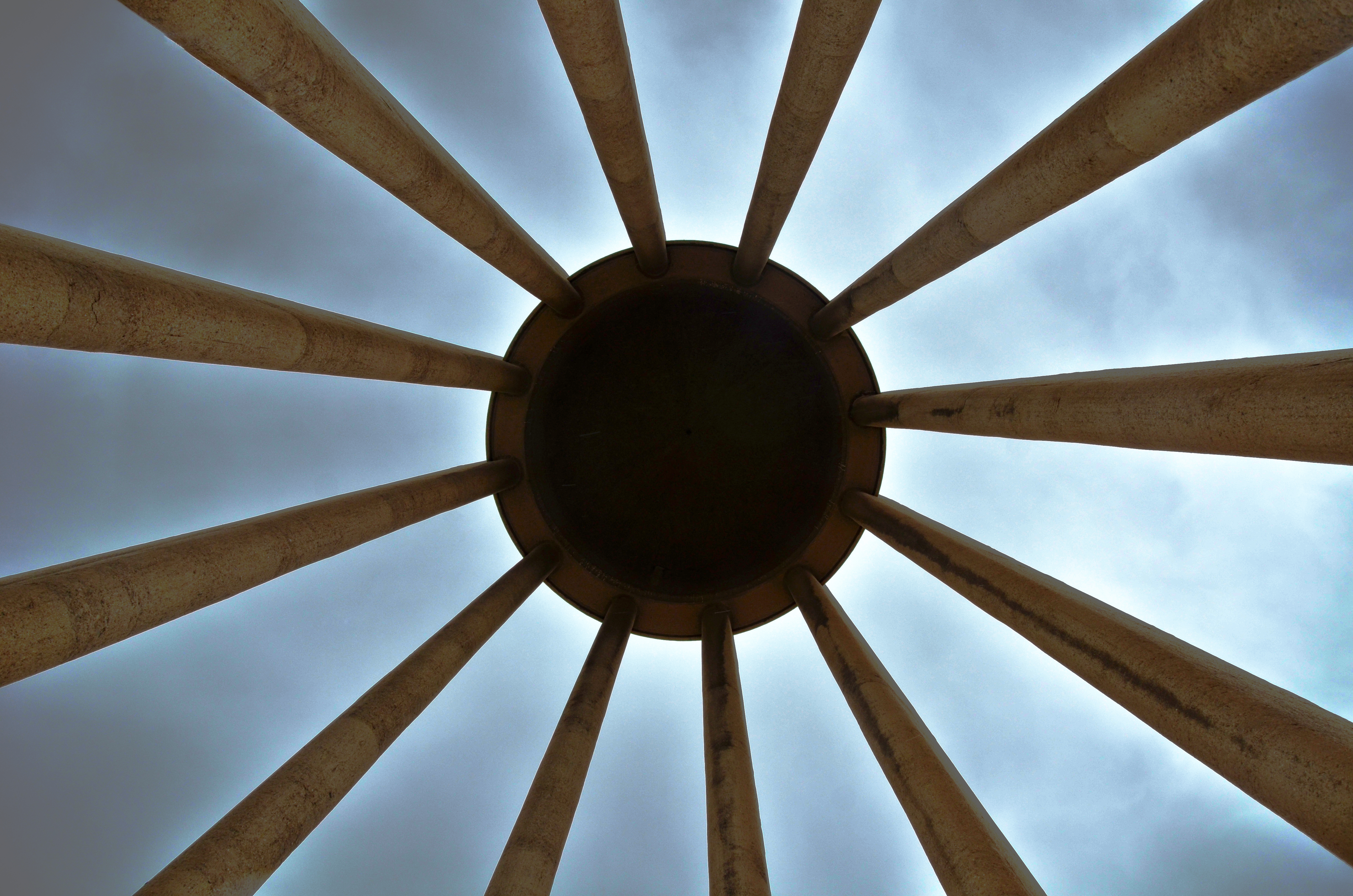
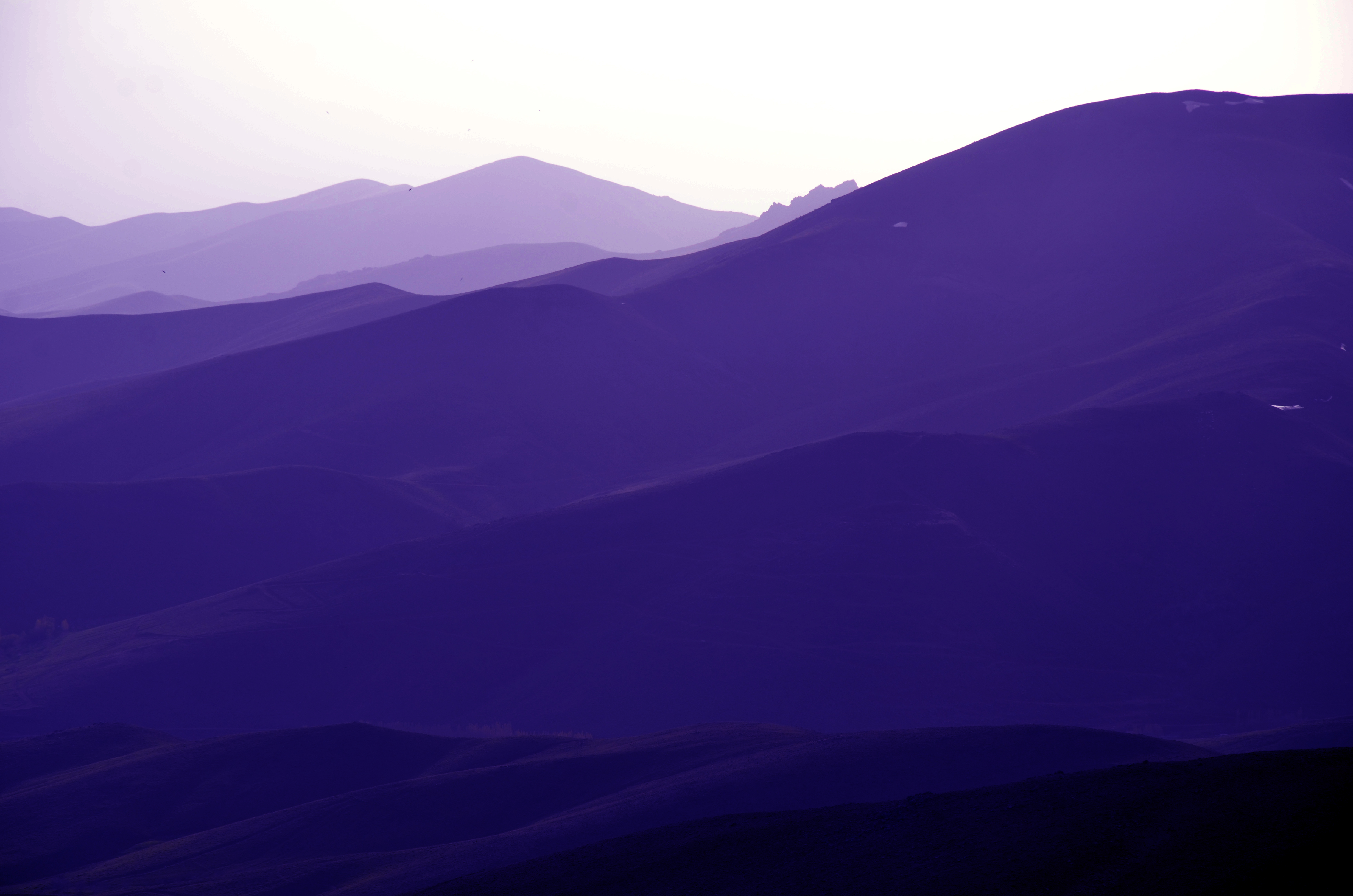

## Ciudades hermanadas
- Kulob - Tayikistán